# Кукушка унија
Кукушка унија je назив за више покушаја унијаћења међу словенским живљем на подручју Македоније, почевши од прве уније 1859. године у Кукушу, у данашњој Грчкој.
Ова црквена унија се десила у 19. вијеку и назива се по мјесту Кукуш. Ватикан има своју вјековну политику, римоцентрични универзализам и одувијек је настојао да сферу свог утицаја прошири и на православне словенске просторе (Жумберачка унија, западна Украјина, западна Херцеговина...). У покушају ове уније, циљ је био да се римокатолицизам домогне Охрида, огњишта словенске писмености и културе. Уз помоћ француских амбасадора, лазариста, материјалних средстава и емисара, успјели су да око 100.000 људи у Македонији преведу у Унију. Већина тих људи брзо се вратила православљу, тако да је овај прозелитистички пројекат Ватикана остао без већег успјеха.